# Сенармон, Александр Франсуа Юро де
Александр Франсуа Юро де Сенармон (20 июня 1732, Шартр — 27 сентября 1805, Морансез поблизости от Дрё) — французский военачальник, артиллерист, дивизионный генерал. Отец ключевого французского участника сражения при Фридланде, генерала Александра Антуана Юро де Сенармона. 

## Биография
Из дворянской семьи. Сын офицера, кавалера ордена святого Людовика, убитого пушечным ядром в битве при Спире в 1735 году, когда его сыну было только три года. 
Александр Франсуа Юро де Сенармон поступил на военную службу 1 сентября 1747 года, в 15 лет, и уже в 1748 году участвовал в боях во Фландрии. В 1762 году участвовал в битвах при Фелинггаузене и при Фрайберге. В 1763 произведён в майоры; служил в артиллерии.

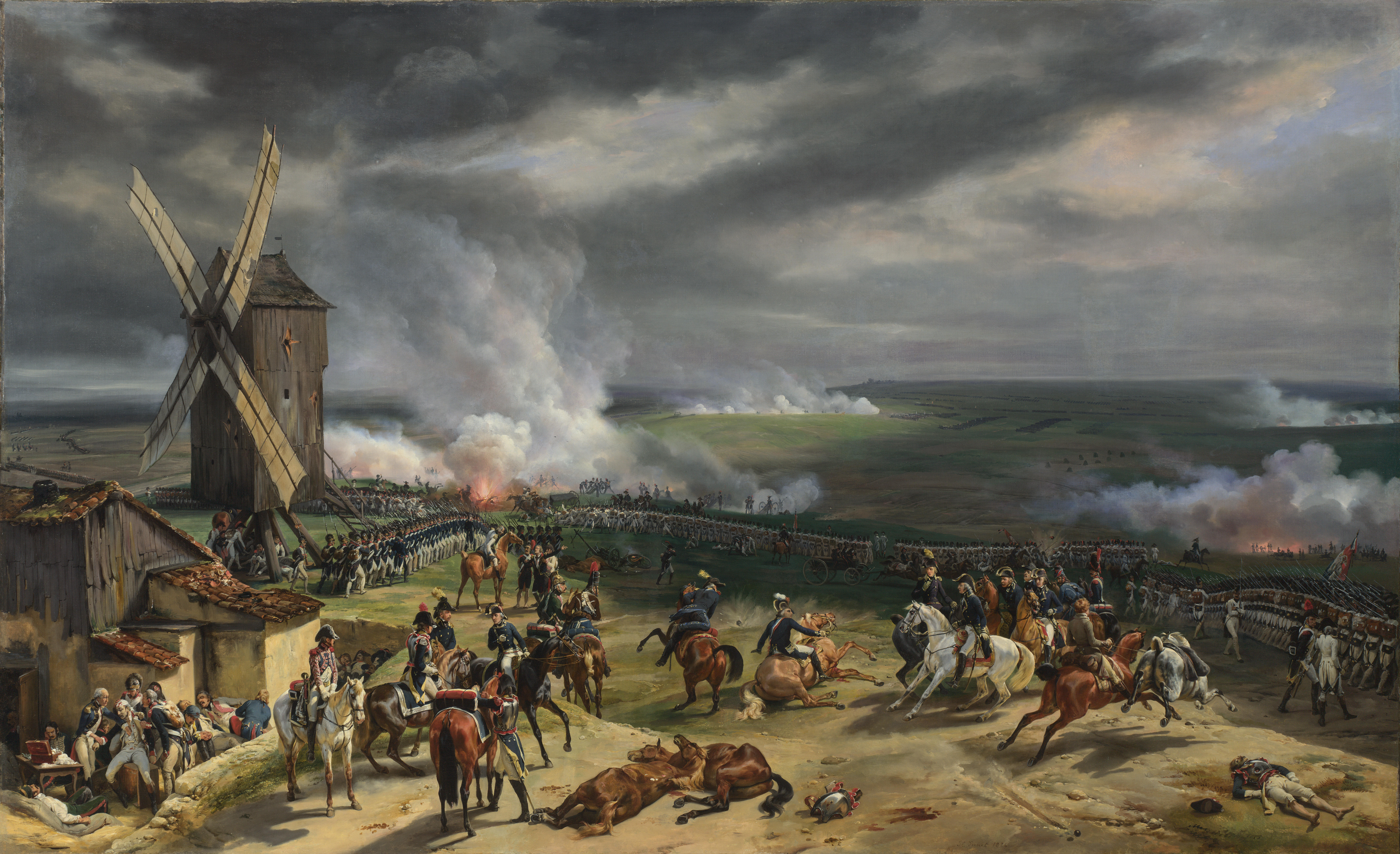
Орас Верне. Битва при Вальми.

1 февраля 1782 года, вместе со своим артиллерийским полком, отправился из французского Бреста в Ост-Индию на эскадре адмирала 
Сюффрена. Там он участвовал в ряде морских сражений и вернулся во Францию в 1786 году. 
Революцию принял и, как опытный офицер, был назначен главнокомандующим артиллерией в армии генерала Келлерманна. 20 сентября 1792 года Александр Франсуа Юро де Сенармон был тяжело ранен в битве при Вальми; 8 марта 1793 года повышен в чине до дивизионного генерала. Был назначен в армию Италии, но 4 сентября 1793 года вышел в отставку.
29 марта 1805 года стал кавалером ордена Почетного легиона.
Построенный в 1786 году дом, которым генерал Сенармон владел в городе Дрё и в котором он жил с момента выхода в отставку, №19 по улице Годо (тогда назывался улицей Эве), достоял до 1967 года.
27 сентября 1805 года генерал Александр Франсуа Юро де Сенармон скончался в Морансезе. Спустя два года, после битве при Фридланде, был произведён в дивизионные генералы его сын, Александр Антуан Юро де Сенармон. Второй сын, Амадей Юро де Сенармон, стал отцом крупного французского учёного Анри Юро де Сенармона.